# Baranivský rajón
Baranivský rajón (ukrajinsky Баранівський район) byl rajón v Žytomyrské oblasti na Ukrajině. Hlavním městem byla Baranivka a rajón měl přibližně 40 tisíc obyvatel. 

## Sídla v rajónu
- Baranivka
- Dovbyš
- Kamjanyj Brid
- Marjanivka
- Peršotravensk
- Poljanka